# ماريكا غرين
ماريكا غرين (بالفرنسية: Marika Green)‏ هي ممثلة السويد وفرنسية، ولدت في 21 يونيو 1943 في السويد.

## أعمال

### أفلام
- (1974) إيمانويل
- (2015) بجوار البحر

## وصلات خارجية
- ماريكا غرين على موقع IMDb (الإنجليزية)
- ماريكا غرين على موقع ألو سيني (الفرنسية)
- ماريكا غرين على موقع أول موفي (الإنجليزية)
- ماريكا غرين على موقع قاعدة بيانات الأفلام السويدية (السويدية)
- ماريكا غرين على موقع ديسكوغز (الإنجليزية)
- ماريكا غرين على موقع قاعدة بيانات الفيلم (الإنجليزية)